# Stefanie Sydlik
Stefanie Sydlik (19 de julio de 1985) es una deportista estadounidense que compitió en remo. Ganó una medalla de bronce en el Campeonato Mundial de Remo de 2009, en la prueba de cuatro scull ligero.

## Palmarés internacional
| Campeonato Mundial | Campeonato Mundial | Campeonato Mundial | Campeonato Mundial  |
| Año                | Lugar              | Medalla            | Prueba              |
| ------------------ | ------------------ | ------------------ | ------------------- |
| 2009               | Poznań (Polonia)   | Medalla de bronce  | Cuatro scull ligero |